# Kawasaki Ninja ZX-4 R
Die Kawasaki Ninja ZX-4 R, oft auch nur „Ninja“ genannt, ist ein Motorrad der Kategorie Supersportler des japanischen Herstellers Kawasaki mit anfangs 399 cm³.
Die ZX-4 R wird seit 2023 hergestellt.

## Technik
Gemeinsame Merkmale aller Modelle sind:
- Vierzylinder-Ottomotor mit 2 obenliegenden Nockenwellen (DOHC) und 4 Ventilen pro Zylinder, quer eingebaut.
- Upside-Down-Gabel vorn, Zweiarm-Schwinge mit Zentral-Federbein hinten.
- Sechsgang-Getriebe, elektronische Zündung.
- Ram-Air-Lufteinlass, der bei hoher Geschwindigkeit eine Leistungssteigerung um 3 PS auf 80 PS ermöglicht.

Das Vorderrad hat die Reifengröße 120/70–17", das Hinterrad 160/60–17". Beide Räder haben Scheibenbremsen, vorn mit 290 mm Durchmesser, hinten 220 mm. Die Bremse arbeitet mit einem Zweikanal-Antiblockiersystem.
Die Nockenwellen werden über eine Kette angetrieben und betätigen über Kipphebel in V-Form hängende Ventile. Der mit 57,0 mm Bohrung und 39,1 mm Hub kurzhubig ausgelegte Motor hat 399 cm³ Hubraum und erreicht eine maximale Leistung von 57 kW (77,5 PS). Der Motor und ein Sechsganggetriebe sind in einem gemeinsamen Gehäuse untergebracht. Die Mehrscheibenkupplung läuft im Ölbad. Das Hinterrad wird über eine Kette angetrieben. Der Tank fasst 15 l.